# Mierendorffplatz (métro de Berlin)
Mierendorffplatz est une station de la ligne 7 du métro de Berlin, dans le quartier de Charlottenburg. Elle est située sous la place du même nom.

## Histoire
La station a été construite en tranchée ouverte et ouvre le 1er octobre 1980 dans le cadre de l'extension de la ligne 7 vers Rohrdamm.

## Correspondances
La station de métro a une correspondance avec la ligne d'omnibus M27 de la BVG.